# 禹賢珍
禹賢珍（韓語：우현진，1999年4月4日—），另譯作禹賢真，是一名韓國女演員。

## 演藝經歷
2023年的電視劇《九尾狐傳1938》飾演「五福洋品店」售貨員的張汝熙，實際是聲音動聽、性格開朗、直率的半人魚。

## 演出作品

### 電視劇
| 年份   | 電視台 | 劇名             | 角色   | 備註                            |
| 2023年 | tvN    | 《九尾狐傳1938》 | 張汝熙 | 「五福洋品店」的售貨員/半人魚。 |

### MV
| 年份   | 歌手   | 曲名                                          |
| 2020年 | 金周煥 | 《沒有我的一天會如何 （页面存档备份，存于）》 |
| 2021年 | MAKTUB | 《Full Bloom （页面存档备份，存于）》         |

## 外部連結
- 禹賢珍的Instagram帳戶